# Philonthus turbidus
Philonthus turbidus är en skalbaggsart som beskrevs av Wilhelm Ferdinand Erichson 1839. Philonthus turbidus ingår i släktet Philonthus och familjen kortvingar. Inga underarter finns listade i Catalogue of Life.